# 트웬티 해커
《트웬티 해커》는 2021년에 개봉한 대한민국의 영화이다.

## 캐스팅
- 권현빈 : 박재민 역
- 임나영 : 박주희 역
- 이수웅 : 이찬호 역
- 조현영 : 조혜수 역
- 김건수 : 고만국 역
- 맹봉학 : 박경식 역
- 주석태 : 김영탁 역